# Joey Styles
Joseph Carmine Bonsignore (* 14. Juli 1971 in Bronx, New York) ist ein US-amerikanischer Journalist italienischer Abstammung und ehemaliger Kommentator der WWE. Bekannt wurde er jedoch unter seinem Ringnamen Joey Styles. Bonsignore ist verheiratet und hat eine Tochter.

## Karriere
Bevor Bonsignore zu NWA Eastern Championship Wrestling kam, arbeitete er für die Zeitschrift Pro Wrestling Illustrated und für die kleine Liga North American Wrestling Alliance (NAWA). Bei seinem ECW-Debüt gehörte die Liga noch zum Dachverband National Wrestling Alliance. Während der gesamten Zeit, ab der Umbenennung in Extreme Championship Wrestling, bis zu deren Bankrott, war er durchgehend Kommentator. Er wurde bekannt für seinen Ausruf „Oh my God“ (dt.: Oh mein Gott), welchen er immer dann benutzte, wenn etwas gefährliches („extremes“) geschah.
Ab der ECW Großveranstaltung Barely Legal, die erstmals am 13. April 1997 ausgetragen wurde, war Bonsignore alleiniger Kommentator. 2001 ging die ECW bankrott und so war er eine Zeit lang ohne Beschäftigung. Nach 18 Monaten Pause trat Bonsignore in der Wrestling-Promotion Xtreme Pro Wrestling auf. Diese verließ er jedoch nach nur einem Monat wieder und ging nun zu Major League Wrestling, wo er Color-Kommentator wurde. Bevor Bonsignore seinen Vertrag mit World Wrestling Entertainment unterzeichnete, war er Miteigentümer der Wrestling-Nachrichten-Website 1wrestling.com und betrieb eigenverantwortlich eine Wrestling-Telefon-Hotline.
Am 10. Juni 2005 kommentierte Bonsignore die ECW-Reunion-Veranstaltung Hardcore Homecoming, die von Shane Douglas veranstaltet wurde. Zwei Tage später (12. Juni 2005) war er Color-Kommentator des ersten ECW-One Night Stands, der von der WWE ausgerichtet wurde. Sein damaliger Gegenpart war Mick Foley.
Nachdem er einen Fünfjahresvertrag unterzeichnete, war er ab dem 1. November 2005, der WWE Veranstaltung Taboo Tuesday, Kommentator für die WWE-Hauptshow RAW und ersetzte Jim Ross an der Seite von Jerry Lawler und Jonathan Coachman. Am 1. Mai 2006 verließ er wieder RAW.
Ab dem 11. Juni 2006 kommentierte Bonsignore wieder die ECW, die nun ein Roster der WWE war, an der Seite von Tazz. Im April 2008 von Mike Adamle abgelöst. Seitdem war Bonsignore als „Director of Digital Media Content“ Hauptverantwortlicher für die Homepage der WWE.
Am 8. August 2016 wurde er von der WWE aufgrund von Aussagen gegen die WWE-Führung entlassen.